# Clube de investimentos
Um Clube de Investimento (em inglês: Investment Club) é um tipo de associação sem personalidade jurídica e com fins lucrativos que congrega exclusivamente pessoas físicas interessadas com o mesmo fim relacionadas com o investimento no mercado de capitais especificamente, mas que terão seus interesses guiados por um gestor encarregado de tomar conta do processo de tomada de decisão.

## História
Os primeiros clubes de investimento de que há registo, tiveram origem nos países anglo-saxônicos, nomeadamente nos Estados Unidos da América, por volta de 1800.
Numa altura em que o mercado de capitais se encontrava em plena ebulição e em que ninguém queria ficar de fora, surgem pequenos grupos de investidores que reuniam recursos humanos e financeiros no sentido de maximizarem o seu investimento diminuindo o handicap relativamente a outros investidores com mais recursos financeiros e fundamentados na pulverização do risco através da diversificação de estratégias de investimento.

## Riscos
A falta de legislação em muitos países que ampare e regule a constituição, objectivos e, principalmente, a gestão do fundo comum, é uma preocupação séria na medida em que facilmente o clube de investimento pode ser utilizado como veículo a actividades de consultoria ou intermediação financeira não autorizada. Para além de que, pela falta de limites legais na gestão do fundo comum, esta poderá ser gravemente descuidada e traduzir em elevados prejuízos para todos os membros.

## Legislação portuguesa
Em Portugal não existe qualquer tipo de legislação e regulamentação especifica para este tipo de actividade, que defina ou regule os clubes de investimento em particular, devendo estes respeitar a Lei em geral e no que respeita ao Código de Mercado de Valores Mobiliários.
No entanto, destaca-se no âmbito do caracter de associativismo, os seguintes principios:

### Direito Internacional
- Declaração Universal dos Direitos do Homem (aprovada em 10 de dezembro de 1948): Artigo 20:

1. "Toda a pessoa tem direito à liberdade de reunião e de associação pacíficas.
2. Ninguém pode ser obrigado a fazer parte de uma associação."

- Convenção Europeia dos Direitos do Homem (de 1950): Artigo 11: Liberdade de reunião e de associação

### Direito Português
- Constituição portuguesa de 1976 (CRP - aprovada em 2 de abril de 1976): Artigo 46: Liberdade de associação
- Código Civil Português de 1966 (CCP - atualizado em 1977): Pessoas colectivas

Embora de um modo generalista, estas Leis acolhem o direito á associação, o que, para todo o efeito, é o que se concretiza com a constituição de um clube de investimentos, a Comissão do Mercado de Valores Mobiliários, um organismo público português, supervisiona e regula os mercados de valores mobiliários e instrumentos financeiros derivados e a actividade de todos os agentes que neles actuam.

## Legislação brasileira

### Direito brasileiro
- Constituição Brasileira de 1988 - Artigo 5: Liberdade de associação
- Código civil brasileiro (de 1916, atualizado em 2002): Artigo 53: Das associações

A constituição e o funcionamento de clubes de investimentos é regulamentado pela Comissão de valores mobiliários (CVM), uma autarquia vinculada ao Ministério da Fazenda do Brasil. A Instrução CVM Nr. 40, de 7 de novembro de 1984 concretiza - entre outros - a definição, a estrutura, o registro em bolsa e na Receita Federal e a administração de um clube de investimento. Até outubro de 2005, a Bolsa de valores de São Paulo registrou mais de 1.200 clubes de investimentos no Brasil, com um patrimônio de aproximadamente R$ 5 bilhões e 111 mil cotistas.

## Normatização Bovespa
A Bolsa de Valores de São Paulo, Bovespa, controla e fiscaliza a constituição e andamento dos clubes de investimento. Ele determina também por meio de suas normas internas limites máximos e mínimos de concentração de ativos, não permitindo que os gestores de carteira não se adequem a eles.
Pelas normas da Bovespa, o número máximo de cotistas é de 50 (conforme IN 494/2011). Há exceção se o clube for ligado a alguma sociedade, empresa ou outro vínculo associativo.
O gestor não pode ser remunerado e deve ser cotista do clube. Para ser remunerado ele deve estar habilitado na CVM como gestor de carteira CVM.